# مور (موسیقی)
مور از نواهای کهن قوم لک در استان‌های لرستان، ایلام و کرمانشاه است. مور بدون همراهی ساز اجرا می‌شود. واژهٔ مور به معنای مویه است. این نوای باستانی، که با آوایی حزین و غمناک، و بدون ضرب آهنگ، فقط در قالب یک بیت به مناسبت مرگ عزیز از دست رفته خوانده می‌شود، پیشینه‌ای بس کهن دارد.

## آداب و رسوم
اجرای موسیقی مور بخشی از آداب و رسوم خاص مردم لک در مراسم سوگواری و عزاداری است. ایشان در عزای عزیزانشان نوایی دلتنگی با آواز حزین و غمناک سر می‌دهند، این آواز را، که بدون ضرب آهنگ و در قالب تک بیتی خوانده می‌شود، به زبان لکی مور می‌گویند. در زمان عزاداری معمولاً زنی به نام «سرخوشی وش» با خواندن ابیاتی از مور گروه مرثیه‌خوانی را رهبری می‌کند و دیگر زنان به همراه او بقیه شعری را در مدح متوفی می‌خوانند. هر تک بیتی از ابیات «مور» را به زبان لکی کلیمه می‌گویند، کلیمه‌ها که حکایت‌کنندهٔ احساسات غم‌انگیز است با لحنی سوزناک به شرح درد و رنج می‌پردازد.

## وجه تسمیه
کلمه مور در اوستایی «مئور» و در پهلوی اشکانی «مئوزک» و در پهلوی ساسانی «مویک» و به زبان فارسی دری «مویه» نامیده می‌شود.

## جایگاه مردان در مور
(مرثیه سرایی‌های لکی) کلیمه‌های مور، بیشتر به وصف دلاوری، شجاعت، جوانمردی، تیراندازی، و مهمان‌نوازی مردان می‌پردازد یا موقعیت اجتماعی-اقتصادی متوفی را بیان می‌کند. گاهی در عزاداری‌هایی که برای پیشوایان دینی و بزرگان قوم یا جوانان غیور و شجاع برپا می‌شود، موسیقی «چمریونه/چمریانه» می‌نوازند با نواختن موسیقی «چمری» حال و هوای دیگری ایجاد می‌شود و ناظران عمق غم و اندوه و درد فقدان عزیزان را بیشتر حس می‌کنند.

## نمونه‌ای از ابیات مرثیه لکی
| حِفه مجلس بی تو بنیشن |  | دَم دَم اخه سرد بی تو بِکیشن |

- معنی:حیف است که بی حضور تو جلسه ای تشکیل شود و اهل مجلس در نبود تو پی در پی آه از نهادشان بر آید.

| نِمِم کی دیه ملا و مردن |  | دس قلم زرین، قرآن و گَردَن |

- معنی:کسی باور ندارد عالمی که قلم شیوا دارد و با قرآن مأنوس است بمیرد.

| فِدای دویخون دویر ژ یونَت بام |  | وِ سینی سرپوش حاکِمونَت بام |

- معنی:فدای مهمان خانه دور از خانه ات و پذیرایی شاهانه ات شو که هرگز فراموش نخواهد شد.

| تک دا و ستوین لامردانهَ و |  | چی نویر مَرشیا وه مهمانَ وه |

- معنی:به ستون سیاه چادر تکیه داد و چونان چشمه نور بزم مهمان را برمی‌افروخت

| کی دیه سردار وِژ بچو وَه جنگ |  | ترسم بِکشنی سِپا بوتی لَنگ |

- معنی:چه کسی باور می‌کند که سردار خود به مصاف دشمن برود؟ می‌ترسم او را هدف قرار دهند و سپاهش لنگ بماند

| سَردارِ سنگین سَردِل جِمِنِم |  | باوِی ژار فقیر، زوردار رِمِنم |

- معنی:سردار سنگین و باوقاری که قوت دلمان بود، پدر و حامی بیچارگان و مستمندان و شکست دهنده زورداران بود

## اشتراکات و دیگر نظریات
هوره نیز یکی از کهن ترین آواهای محلی ایران است که حدود پنجاه مقام مختلف دارد. هوره در میان اقوام مختلف کرمانشاه، از جمله قلخانی ها، کلهرها و جاف ها رواج دارد. که دارای قدمت بسیاری است و درمراسم عزاداری و سوگ‌ها و ماتم‌ها و عزاداری‌ها و اتفاقات حماسی کاربرد دارد. مور نیز یکی از گونه‌های آوازی باستانی است که به هوره شبیه است که بر علاوه بر استان‌های ایلام، کرمانشاه و کردستان، در لرستان و مناطق لک‌نشین رواج بیشتری دارد. مور در کرمانشاه در میان لک‌ها، کلهرها و قلخانی‌ها رواج دارد. برخی معتقدند مور گونهٔ دیگری از آواز هوره است محمد علی سلطانی  در جغرافیای تاریخی و تاریخ مفصل کرمانشاهان (باختران) هوره را از نواهای باستانی مرد کُرد دانسته و افزوده: «گونهٔ دیگر هوره مویه یا مور است که در شیون و مرگ افراد وسیلهٔ زنان و در بعضی از نقاط توسط مردان خوانده میشود.» در کتاب فرهنگ لکی تالیف حمید ایزدپناه در باره هوره چنین آمده: «این سروده ها و تک بیت ها، با نوایی آهنگین و مقامی و موسیقیایی بیان میشوند که غمبار است. تنها مردانی که حنجره توانا به نواگری و آگاهی به فراز و فرودهای موسیقیایی مقامی دارند، از عهده انجام اینکار بر می آیند. چون سروده های اوستایی تک بیت ها و دوبیتی ها به زبان لکی سر می دهند که این لحن و شیوه اجرا را به لکی (چرونن-Chrronen) گویند. در بعضی از منطقه های لک نشین، آن روش اجرا و انجام را (هوره-Hura) نیز می گویند.» در کتاب فرهنگ و واژه نامه لکی، تالیف کریم کیانی نیز در باره هوره چنین آمده: «موسیقی لکی دارای انواع آهنگ ها و لحن های موسیقیایی دلنشین مخصوص به خود می باشد، از سوزه سوزه (سبزه سبزه غنایی) گرفته تا هوره (عرفانی) که حکایت سوز دل مردمان کوه نشین و آزاده است»  علیمردان عسکری عالم، هوره را یکی از آواهای ماندگار در فرهنگ مردمان غربی ایران «لک و لُر و کُرد» میداند و معتقد است «هوره به‌جا مانده از نیایش‌های آیین مهرپرستی است که ریشه در اسطوره‌های کهن ایرانیان دارد. لک‌ها و کردها هُوره را «گرونی، گورانی» هم می‌گویند. با این تفاوت كه لک‌ها واژه‌ي هوره را فقط برای این آواز به کار می‌برند، در حالی‌که کُردها عموم ترانه‌ها را گورانی می‌گویند.» 
 مور بدون همراهی ساز اجرا می‌شود. واژهٔ مور به معنای مویه است. این نوای باستانی، که با آوایی حزین و غمناک، و بدون ضرب آهنگ، فقط در قالب یک بیت (دو مصرعی) به مناسبت مرگ عزیز از دست رفته خوانده می‌شود، پیشینه‌ای بس کهن دارد.
البته یکی ـ دو نوعِ آن در میان لک‌ها کاربردِ غیرسوگواری هم دارد.